# Melocactus
Melocactus es un género con unas 40 especies de cactus originarias de México y la parte norte de Sudamérica. Crecen en diversos países de América Central (como El Salvador, Honduras) y América del Sur, incluso en algunas islas del Caribe (Cuba cuenta con 11 especies).

## Descripción
Son de crecimiento lento y de difícil cultivo. Presentan tallo globular, generalmente solitario, salvo que el meristemo apical haya sido dañado. Cuando la planta es madura, el cuerpo detiene su crecimiento y se produce una corona en la parte superior denominada cefalio, que puede estar en crecimiento permanente durante muchos años, y en algunas especies puede exceder el alto del cuerpo de la planta. En esta parte es donde se producen las pequeñas flores de matices rosa o rojo que aparecen abundantemente durante la primavera o el otoño, según las especies. Los frutos de color rojo contienen numerosas semillas encapsuladas en ellos y otra característica del género es que cuando maduran se vuelven carnosos y caen.

## Taxonomía
El género fue descrito por Nicholas Edward Brown y publicado en Journal of Botany, British and Foreign 66: 141. 1928.
Etimología
Melocactus: nombre genérico, utilizado por primera vez por Tournefort, proviene del latín melo, abreviación de melopepo (término con que Plinio el Viejo designaba al melón). Se distingue de las demás cactáceas cilíndricas por tener un cefalio o gorro rojo, razón por la que los primeros españoles que llegaron a América lo llamaban gorro turco.

## Cultivo

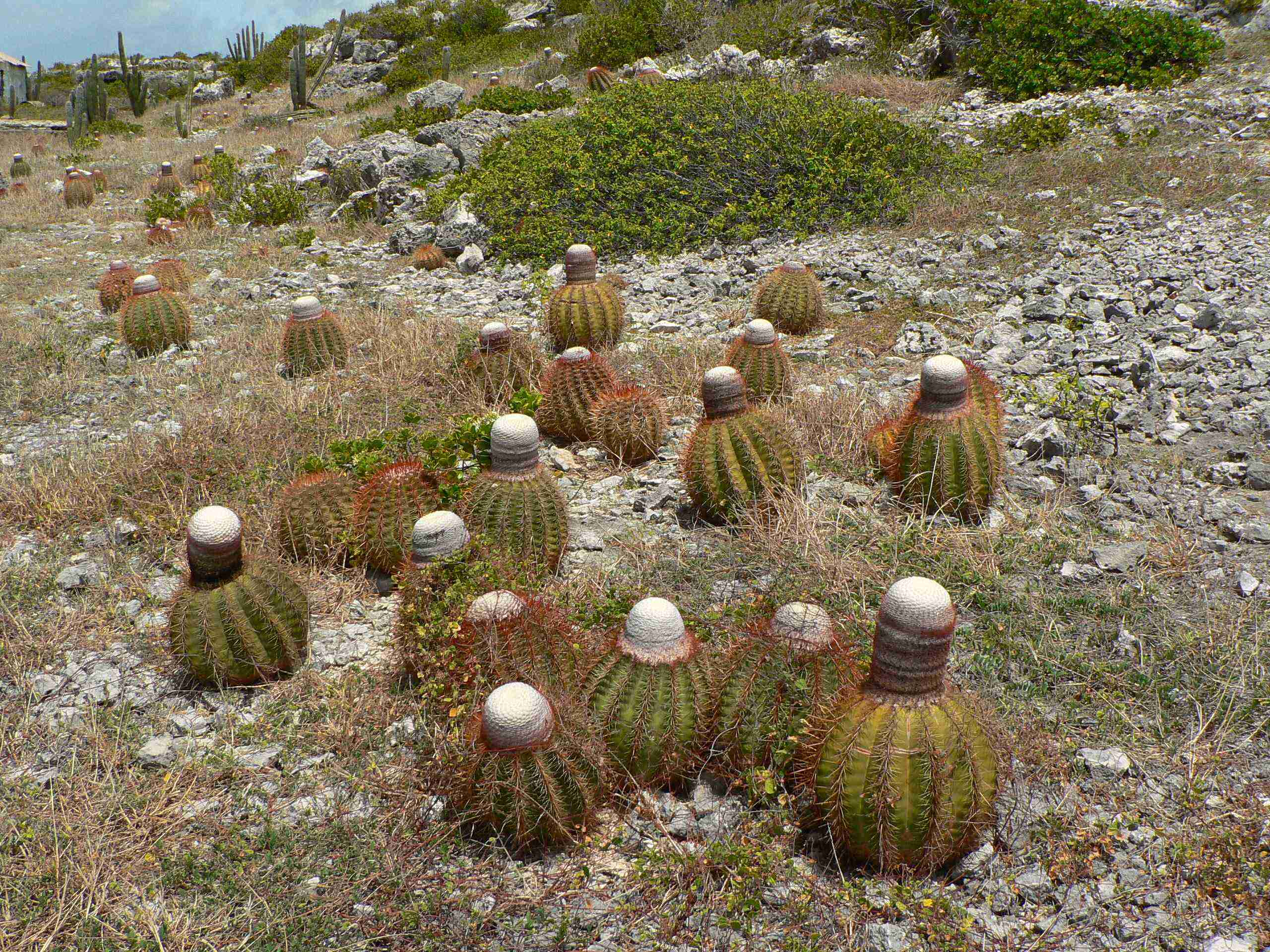
Melocactus macracanthos cerca de Baby Beach en el sureste de Aruba.

La mayoría de los Melocactus tienen requerimientos especiales que los hacen de difícil cultivo. Son muy propensos a la putrefacción, por lo que deben mantenerse en recipientes con sustrato muy bien drenado. En verano deben ser regados con normalidad, pero en invierno sólo deben vaporizarse ligeramente de manera esporádica. Requieren pleno sol en los climas más benignos, pero en los meses de más calor se les debe proporcionar algo de sombra, así como en los climas de temperaturas más elevadas. Para asegurar un óptimo crecimiento, es una buena idea realizar un cambio de maceta en primavera cada dos o tres años.

## Especies
- Melocactus andinus
- Melocactus azureus Buining & Brederoo
- Melocactus bahiensis (Britton & Rose) Luetzelb.
- Melocactus bellavistensis Rauh & Backeb.
- Melocactus braunii Esteves
- Melocactus broadwayi (Britton & Rose) A. Berger
- Melocactus caroli-linnaei N.P. Taylor
- Melocactus concinnus Buining & Brederoo
- Melocactus coronatus (Lam.) Backeb.
- Melocactus curvispinus Pfeiff.
- Melocactus deinacanthus Buining & Brederoo
- Melocactus ernestii Vaupel
- Melocactus estevesii P.J.Braun
- Melocactus glaucescens Buining & Brederoo
- Melocactus harlowii (Britton & Rose) Vaupel
- Melocactus intortus (Mill.) Urb.
- Melocactus lanssensianus P.J.Braun
- Melocactus lemairei (Monv. ex Lem.) Miq. ex Lem.
- Melocactus levitestatus Buining & Brederoo
- Melocactus macracanthos (Salm-Dyck) Link & Otto
- Melocactus matanzanus León
- Melocactus mazelianus Ríha
- Melocactus neryi K.Schum.
- Melocactus oreas Miq.
- Melocactus peruvianus Vaupel
- Melocactus schatzlii H.Till & R.Gruber
- Melocactus smithii (Alexander) Buining ex G.D. Rowley
- Melocactus violaceus Pfeiff.
- Melocactus zehntneri (Britton & Rose) Luetzelb.